# Juan Camilo Hernández
Juan Camilo Hernández Suárez (Pereira, 22 aprile 1999) è un calciatore colombiano, attaccante del Betis e della nazionale colombiana.

## Caratteristiche tecniche
È una prima punta molto dotata tecnicamente, veloce e con un grande senso del gol; è soprannominato Cucho in quanto somigliante all'ex centrocampista argentino Esteban Cambiasso con i capelli rasati. Nel 2016 è stato inserito nella lista dei migliori sessanta calciatori nati nel 1999 stilata dal The Guardian.

## Carriera
Inizia la carriera professionistica con il Deportivo Pereira, squadra della sua città natale. Dopo essersi messo in mostra nella Categoría Primera B, ed essere stato capocannoniere del campionato a soli 17 anni, il 22 dicembre 2016 viene ceduto a titolo temporaneo all'América de Cali dal Granada, che ne aveva acquistato i diritti sportivi nei mesi precedenti. L'8 luglio 2017, dopo che il Watford è diventato titolare del cartellino del giocatore, passa in prestito stagionale all'Huesca. Al termine della stagione conquista, con la squadra spagnola, la prima storica promozione in Liga, contribuendo con 17 reti in 35 partite.
Nella massima serie iberica non si conferma realizzando solamente 4 reti in 34 partite, con il club che a fine anno retrocede.
Il 26 agosto 2019 viene ceduto in prestito al Maiorca.
Terminato il prestito (anche questa volta con una retrocessione), il 14 agosto 2020 viene ceduto ancora una volta a titolo temporaneo in Spagna, questa volta al Getafe.
Nel 2022 viene ingaggiato dal Columbus Crew squadra della Major League Soccer (MLS). Dopo aver rivolto un insulto omofobo ad un avversario nella partita contro il Portland Timbers svoltasi il 18 settembre 2022, è stato squalificato per tre turni.
Il 3 febbraio 2025 viene ingaggiato dal Betis, facendo così ritorno nel campionato spagnolo.

## Statistiche

### Presenze e reti nei club
Statistiche aggiornate al 24 luglio 2025.
| Stagione                 | Squadra                  | Campionato               | Campionato | Campionato | Coppe nazionali | Coppe nazionali | Coppe nazionali | Coppe continentali | Coppe continentali | Coppe continentali | Altre coppe | Altre coppe | Altre coppe | Totale | Totale |
| Stagione                 | Squadra                  | Comp                     | Pres       | Reti       | Comp            | Pres            | Reti            | Comp               | Pres               | Reti               | Comp        | Pres        | Reti        | Pres   | Reti   |
| ------------------------ | ------------------------ | ------------------------ | ---------- | ---------- | --------------- | --------------- | --------------- | ------------------ | ------------------ | ------------------ | ----------- | ----------- | ----------- | ------ | ------ |
| 2015                     | Deportivo Pereira        | PB                       | 22         | 3          | CC              | 1               | 0               | -                  | -                  | -                  | -           | -           | -           | 23     | 3      |
| 2016                     | Deportivo Pereira        | PB                       | 33         | 20         | CC              | 1               | 0               | -                  | -                  | -                  | -           | -           | -           | 34     | 20     |
| Totale Deportivo Pereira | Totale Deportivo Pereira | Totale Deportivo Pereira | 55         | 23         |                 | 2               | 0               |                    | -                  | -                  |             | -           | -           | 57     | 23     |
| 2017                     | América de Cali          | PA                       | 17         | 1          | CC              | 4               | 3               | -                  | -                  | -                  | -           | -           | -           | 21     | 4      |
| 2017-2018                | Huesca                   | SD                       | 33         | 16         | CR              | 1               | 0               | -                  | -                  | -                  | -           | -           | -           | 34     | 16     |
| 2018-2019                | Huesca                   | PD                       | 34         | 4          | CR              | 0               | 0               | -                  | -                  | -                  | -           | -           | -           | 34     | 4      |
| Totale Huesca            | Totale Huesca            | Totale Huesca            | 67         | 20         |                 | 1               | 0               |                    | -                  | -                  |             | -           | -           | 68     | 20     |
| 2019-2020                | Maiorca                  | PD                       | 22         | 5          | CR              | 2               | 0               | -                  | -                  | -                  | -           | -           | -           | 24     | 5      |
| 2020-2021                | Getafe                   | PD                       | 23         | 2          | CR              | 0               | 0               | -                  | -                  | -                  | -           | -           | -           | 23     | 2      |
| 2021-2022                | Watford                  | PL                       | 25         | 5          | FACup+CdL       | 1+2             | 0+0             | -                  | -                  | -                  | -           | -           | -           | 28     | 5      |
| 2022                     | Columbus Crew            | MLS                      | 16         | 9          | USOC            | 0               | 0               | -                  | -                  | -                  | -           | -           | -           | 16     | 9      |
| 2023                     | Columbus Crew            | MLS                      | 27+6       | 16+5       | USOC            | 1               | 0               | -                  | -                  | -                  | LC          | 3           | 3           | 37     | 24     |
| 2024                     | Columbus Crew            | MLS                      | 27+2       | 19         | USOC            | -               | -               | CCC                | 6                  | 2                  | LC+CC       | 5+1         | 4+0         | 41     | 25     |
| Totale Columbus Crew     | Totale Columbus Crew     | Totale Columbus Crew     | 70+8       | 44+5       |                 | 1               | 0               |                    | 6                  | 2                  |             | 9           | 7           | 94     | 58     |
| feb.-giu. 2025           | Betis                    | PD                       | 15         | 5          | CR              | -               | -               | UECL               | -                  | -                  | -           | -           | -           | 15     | 5      |
| Totale carriera          | Totale carriera          | Totale carriera          | 303        | 110        |                 | 13              | 3               |                    | 6                  | 2                  |             | 9           | 7           | 331    | 122    |

### Cronologia presenze e reti in nazionale
| Cronologia completa delle presenze e delle reti in nazionale ― Colombia | Cronologia completa delle presenze e delle reti in nazionale ― Colombia | Cronologia completa delle presenze e delle reti in nazionale ― Colombia | Cronologia completa delle presenze e delle reti in nazionale ― Colombia | Cronologia completa delle presenze e delle reti in nazionale ― Colombia | Cronologia completa delle presenze e delle reti in nazionale ― Colombia | Cronologia completa delle presenze e delle reti in nazionale ― Colombia | Cronologia completa delle presenze e delle reti in nazionale ― Colombia |
| Data                                                                    | Città                                                                   | In casa                                                                 | Risultato                                                               | Ospiti                                                                  | Competizione                                                            | Reti                                                                    | Note                                                                    |
| ----------------------------------------------------------------------- | ----------------------------------------------------------------------- | ----------------------------------------------------------------------- | ----------------------------------------------------------------------- | ----------------------------------------------------------------------- | ----------------------------------------------------------------------- | ----------------------------------------------------------------------- | ----------------------------------------------------------------------- |
| 17-10-2018                                                              | Harrison                                                                | Colombia                                                                | 3 – 1                                                                   | Costa Rica                                                              | Amichevole                                                              | 2                                                                       | 72’                                                                     |
| 5-6-2022                                                                | Murcia                                                                  | Arabia Saudita                                                          | 0 – 1                                                                   | Colombia                                                                | Amichevole                                                              | -                                                                       | 46’                                                                     |
| 29-1-2023                                                               | Carson                                                                  | Stati Uniti                                                             | 0 – 0                                                                   | Colombia                                                                | Amichevole                                                              | -                                                                       | 68’                                                                     |
| 16-12-2023                                                              | Los Angeles                                                             | Messico                                                                 | 2 – 3                                                                   | Colombia                                                                | Amichevole                                                              | -                                                                       | 82’                                                                     |
| 10-10-2024                                                              | El Alto                                                                 | Bolivia                                                                 | 1 – 0                                                                   | Colombia                                                                | Qual. Mondiali 2026                                                     | -                                                                       | 78’                                                                     |
| 6-6-2025                                                                | Barranquilla                                                            | Colombia                                                                | 0 – 0                                                                   | Perù                                                                    | Qual. Mondiali 2026                                                     | -                                                                       | 62’                                                                     |
| Totale                                                                  |                                                                         | Presenze                                                                | 6                                                                       |                                                                         | Reti                                                                    | 2                                                                       |                                                                         |

## Palmarès

### Club

#### Competizioni nazionali
- Campionato MLS: 1

Columbus Crew: 2023

#### Competizioni internazionali
- Leagues Cup: 1

Columbus Crew: 2024

### Individuale
- MLS Best XI: 2

2023, 2024
- Miglior giocatore della Leagues Cup: 1

2024